# Marston (Milwich)
Marston – wieś i civil parish w Anglii, w Staffordshire, w dystrykcie Stafford. W 2011 civil parish liczyła 158 mieszkańców. Marston jest wspomniana w Domesday Book (1086) jako Mer(se)tone.